# Górkło
Górkło (niem. Gurkeln) – wieś w Polsce położona w województwie warmińsko-mazurskim, w powiecie mrągowskim, w gminie Mikołajki. W latach 1975–1998 miejscowość administracyjnie należała do województwa suwalskiego.
Wieś położona nad jeziorem Górkło, pierwotnie w kształcie ulicówki. Doskonałe położenie w centralnej części Mazur, na szlaku wielkich jezior. Obecnie aktywnie rozwija się na tym terenie agroturystyka, tworząc konkurencję dla tradycyjnego rolnictwa. Bezpośredni dostęp do jeziora Jagodne stwarza doskonałe warunki do uprawiania sportów wodnych (w tym żeglarstwo). W latach 2003–2005, w południowo-zachodniej części zatoki jeziora Górkło, rozwinęła swoją działalność stanica żeglarska Stowarzyszenia Miłośników Żeglarstwa „Millennium” z przystanią jachtową, pensjonatem oraz żeglarską tawerną.

## Historia
W dawnych dokumentach wieś zapisywana była jako Gurkeln, Gurcklen, Opfenberg. Dawniej wieś należała do starostwa ryńskiego, istniała już przed wojną trzynastoletnia (1454-1466). Dokładna data powstania wsi nie jest znana, gdyż zaginął pierwszy dokument lokacyjny. W 1477 r. wielki mistrz Marcin Truchses odnowił przywilej lokacyjny, nadają Maciejowi Komornikowi 30 włók w Górkle, na prawie magdeburskim. W późniejszym czasie była to już wieś czynszowa na prawie chełmińskim. 
Około 1760 roku powstała we wsi szkoła. W 1785 r. było we wsi 30 domów. W 1815 r. w Górkle odnotowano 38 domów z 204 mieszkańcami. W 1818 r. do tutejszej szkoły uczęszczało 21 dzieci, a nauczał je po polsku Gottlieb Rosiński. W 1838 we wsi było 41 domów i 278 mieszkańców.
W 1935 r. do tutejszej jednoklasowej szkoły chodziło 41 dzieci. W tym czasie Górkło należało do parafii w Szymonce. W 1939 r. we wsi mieszkało 207 osób.
Po 1945 r. wieś nosiła oficjalne nazwy: Zagorze, Zagórne i w końcu Górkło.

## Zabytki
- Kwatera wojenna z okresu pierwszej wojny światowej, lokalizowana na dawnym cmentarzu gminnym. Zachowane inskrypcje wskazują, iż jest miejscem spoczynku 4 żołnierzy armii niemieckiej oraz 4 nieznanych żołnierzy armii rosyjskiej. Według opracowania Maxa Dehnena, na cmentarzu spoczywa 10 żołnierzy armii niemieckiej[3].